# Zippeit
Zippeit (Haidinger, 1845), chemický vzorec K4(UO2)6(OH)10(SO4)3.4H2O, je kosočtverečný minerál. Ve starších publikacích ho můžeme nalézt pod názvem Dauberit.
Pojmenován podle Františka Xavera Zippeho (1791–1863), česko-rakouského mineraloga.

## Vznik
Sekundární, vzniklý zvětráváním uraninitu. Je běžný v podzemí uranových dolů.

## Morfologie
Tvoří mikroskopické tabulkovité krystaly, povlaky a zemité agregáty.

## Vlastnosti
- Fyzikální vlastnosti: Tvrdost 2, hustota 3,66 g/cm³, je křehký, dokonale štěpný dle {010}.
- Optické vlastnosti: Barva: zlatě žlutá, žlutá, oranžovočervená, červenohnědá, průhledný až jen průsvitný, vryp žlutý nebo bílý, lesk mdlý. V UV záření jasně žlutý, opticky dvojosý (-), pleochroický.
- Chemické vlastnosti: Složení: K 6,78 %, U 61,91 %, H 0,79 %, S 4,17 %, O 26,35 %. Je rozpustný v kyselinách a je také silně radioaktivní.

## Výskyt
- Poprvé nalezen a popsán z Jáchymova v České republice. Další české lokality jsou Drmoul nebo Zálesí u Javorníka.
- Běžný na ložiskách uranu v západní části USA (Colorado, Arizona, Utah).
- Lze nalézt také na lokalitě Shinkolobwe v Demokratické republice Kongo.

## Parageneze
Vyskytuje se společně s uranopilitem, uraninitem, limonitem a sádrovcem.